# 松平忠愛 (島原藩主)
松平 忠愛（まつだいら ただちか）は、江戸時代後期の大名。肥前国島原藩主。深溝松平家17代当主。官位は従五位下・主殿頭。

## 生涯
弘化2年（1845年）8月15日、松平忠篤（深溝松平家13代・松平忠侯の弟）の長男として誕生した。万延元年（1860年）に先代藩主忠淳が嗣子無くして死去したため、忠愛が先々代忠精の娘・狡子と婚約することで養子となり家督を継いだ。12月16日に従五位下・主殿頭に叙位・任官する。

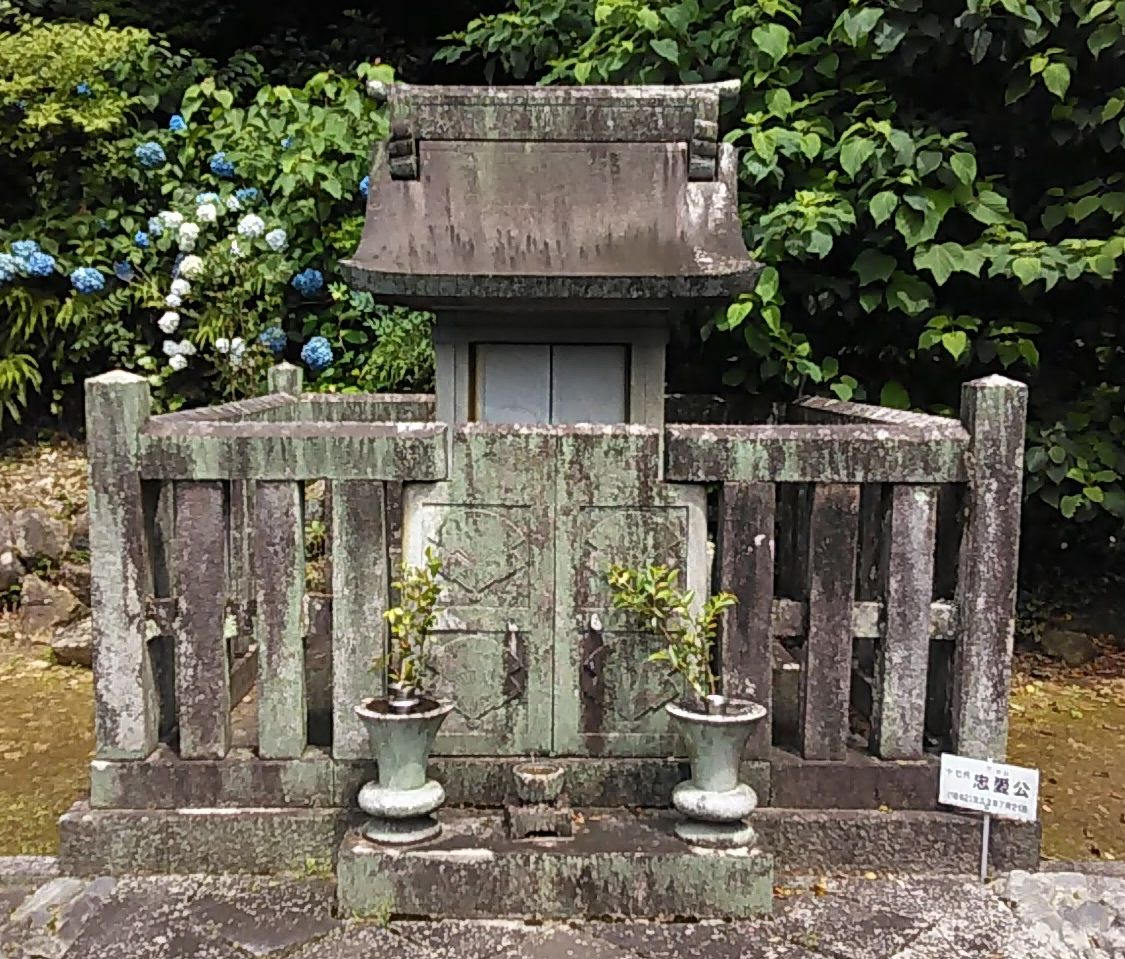
松平忠愛の墓（幸田町本光寺）

家督相続直後、アメリカ公使館となった善福寺の警備に当たった。また、幕末期の動乱の中で、長崎方面の海防対策に悩まされたという。文久2年（1862年）、参勤交代で江戸に赴く途上の長州領内において麻疹にかかって倒れ、一時的に回復したものの、江戸に着くと高熱を発して7月21日に死去した。享年18。嗣子が無く、養子の忠和（徳川斉昭の十六男）が跡を継いだ。

## 系譜
父母
- 松平忠篤（実父）
- 松平忠淳（養父）

婚約者
- 狡子 - 松平忠精の娘

養子
- 松平忠和 - 徳川斉昭の十六男